# Taffetas
Cet article possède un paronyme, voir TAFTA.

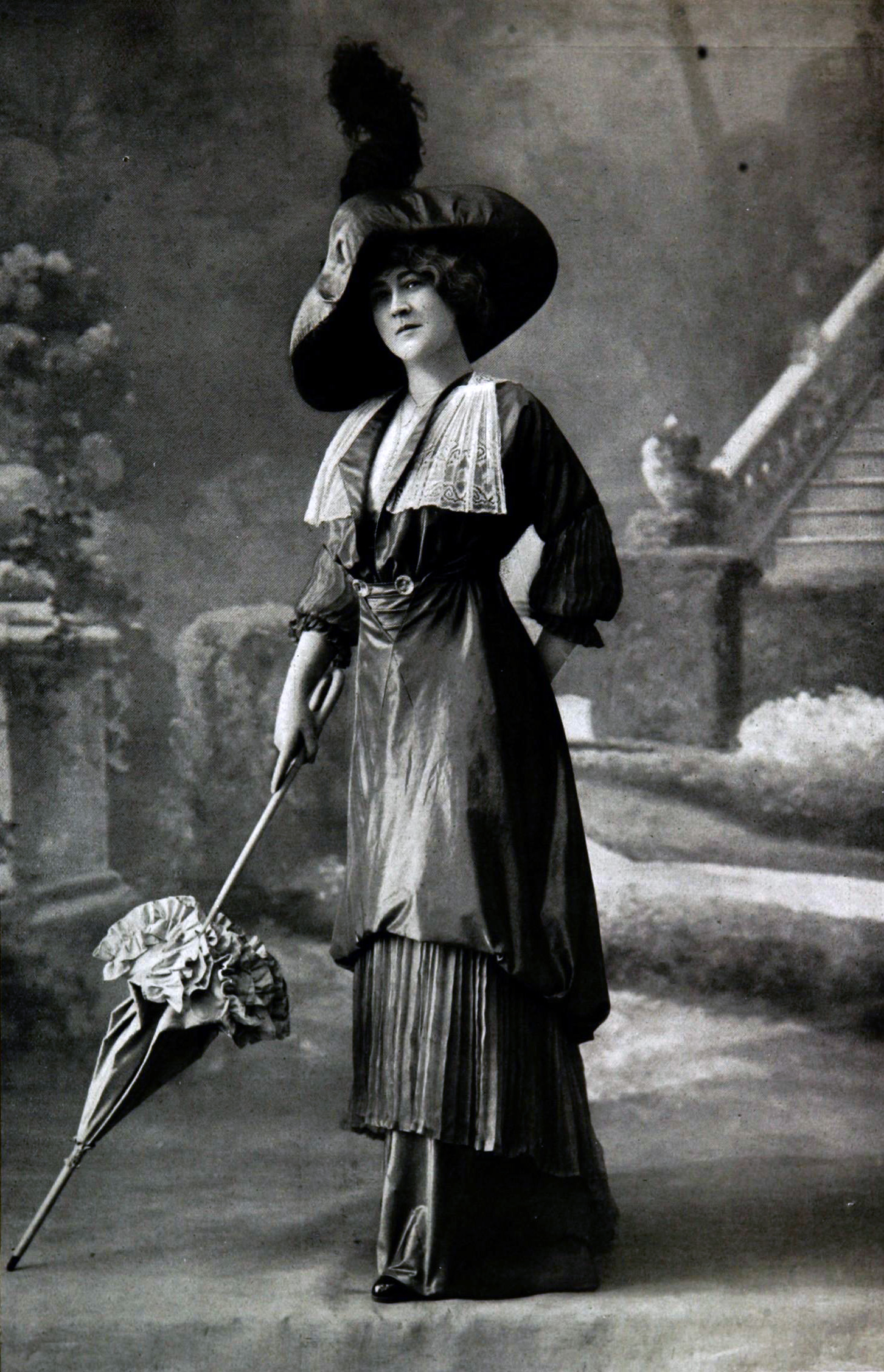
Redfern, robe de taffetas changeant simulant un retroussis sur un volant de mousseline plissée de deux tons. Barbe en dentelle de Malines de chaque côté du devant du corsage, 1912.

Le taffetas est, au sens premier du terme, un tissu d'armure toile en soie.

## Histoire
L'appellation est réputée venir d'un mot persan (« taftâ »), désignant littéralement « ce qui est tissé ». On trouve ainsi l'expression « armure taffetas » en confection pour désigner une armure de toile (tissée selon le principe : un fil pris, un fil laissé).
Les taffetas seront distingués selon leurs motifs, ou les couleurs de fils utilisés dans leurs chaînes et leurs trames. Ainsi que la matière qui le recouvre. On distingue :
- le taffetas amidonné ;
- le taffetas barré ;
- le taffetas broché ;
- le taffetas caméléon ;
- le taffetas chiné ;
- le taffetas damier ;
- le taffetas de laine ;
- le taffetas prismatique ;
- le taffetas prussien ;
- le taffetas changeant.

## Gros de Tours, gros de Naples
Ces deux tissus de soie se distinguent des taffetas par une chaîne et une trame plus forte, et par des subtilités dans l'armure. Le gros de Naples est d'aspect épinglé, alors que le gros de Tours est composé de deux rangs de trame pour chaque pression de pédale de la machine à tisser.

## Galerie

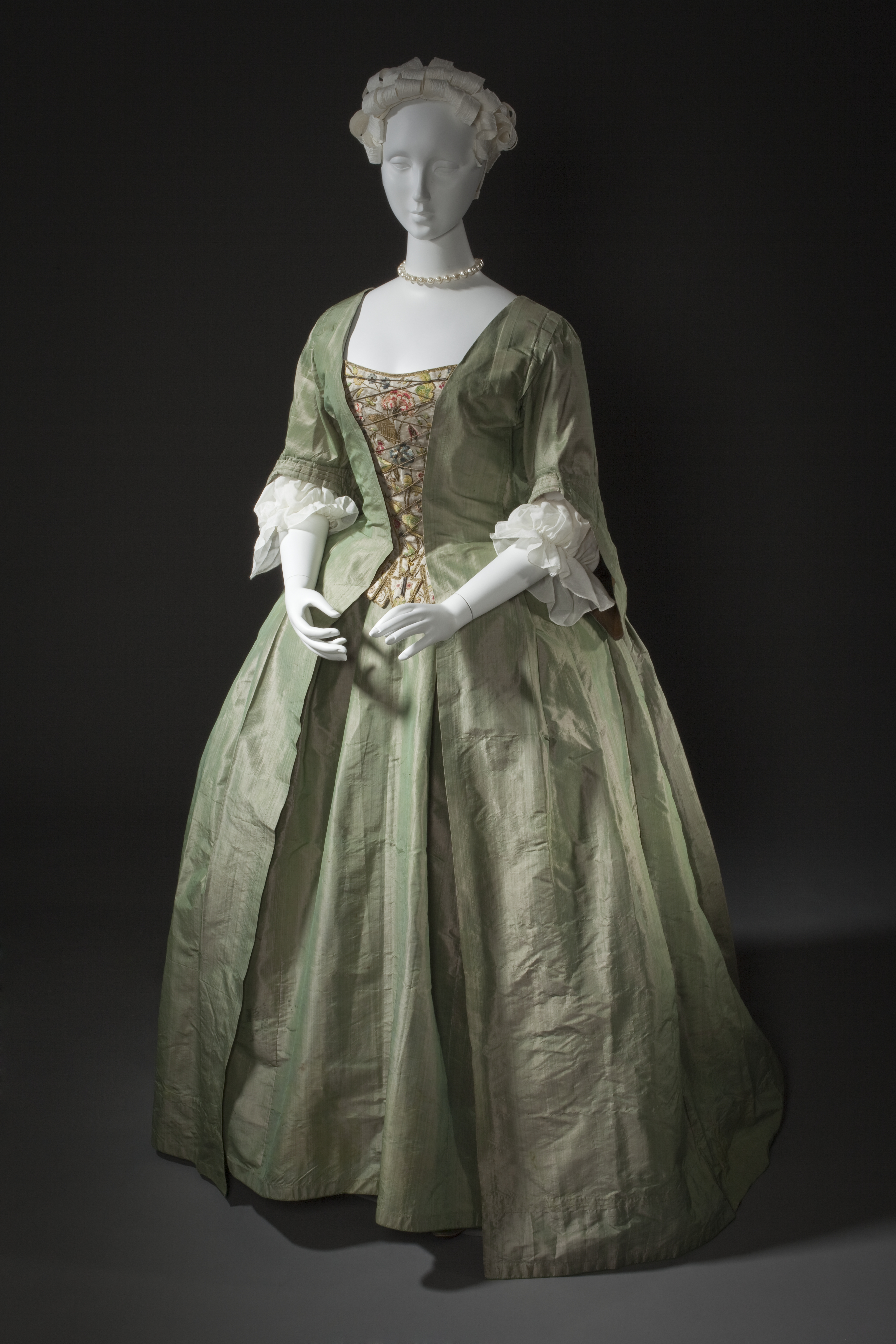
Robe à la Française en taffetas (1725).
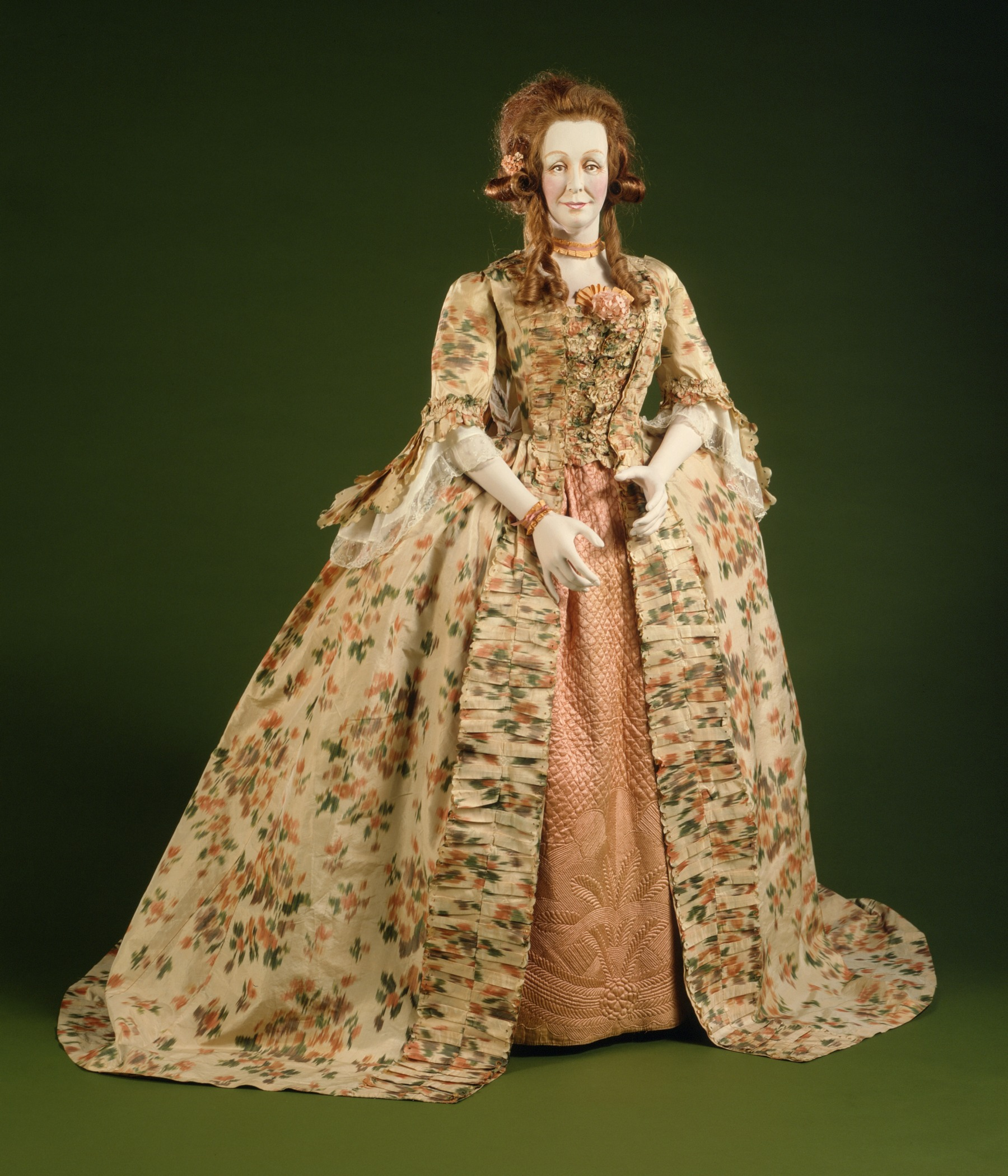
Robe à la Francaise en taffetas (1760).
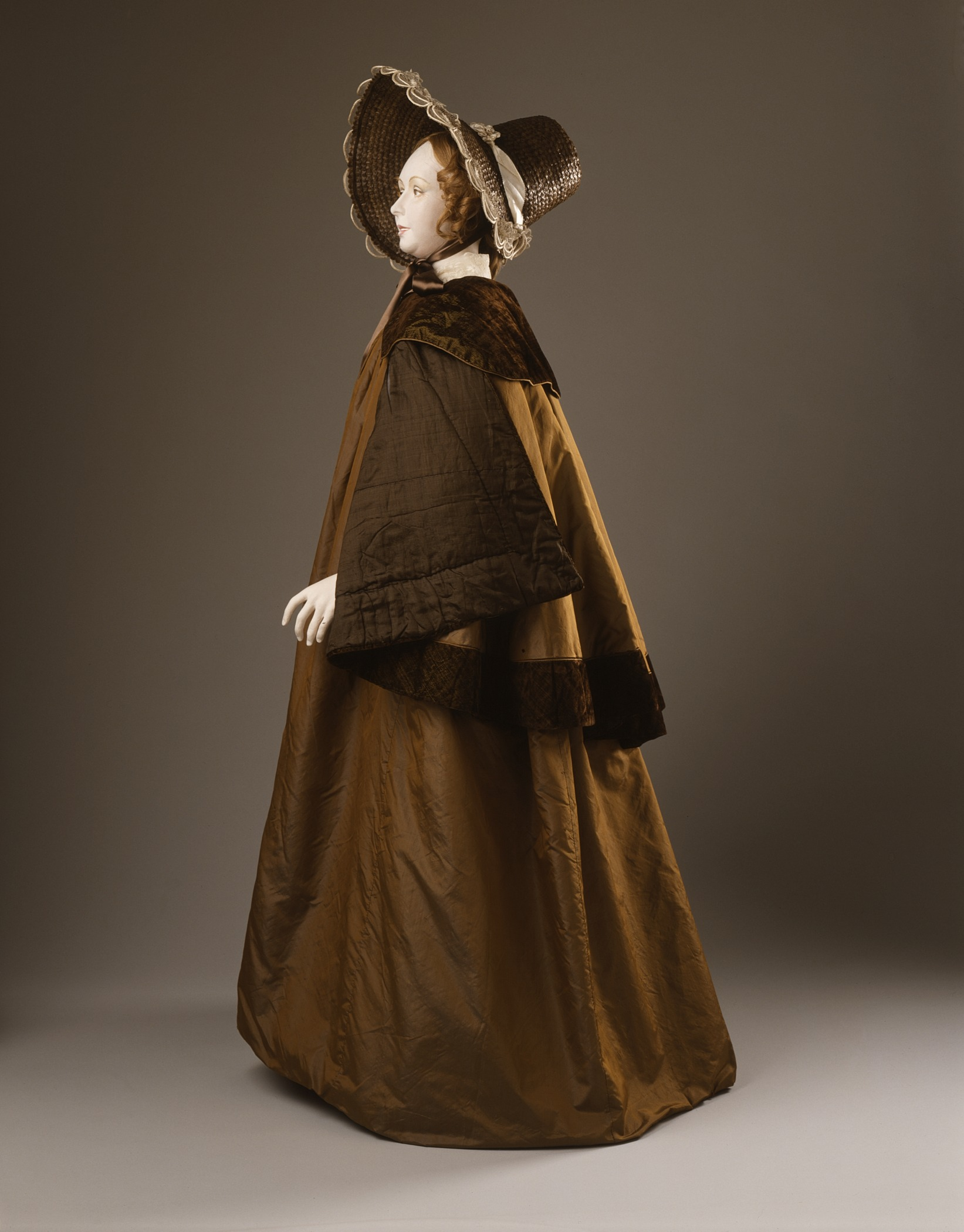
1830.
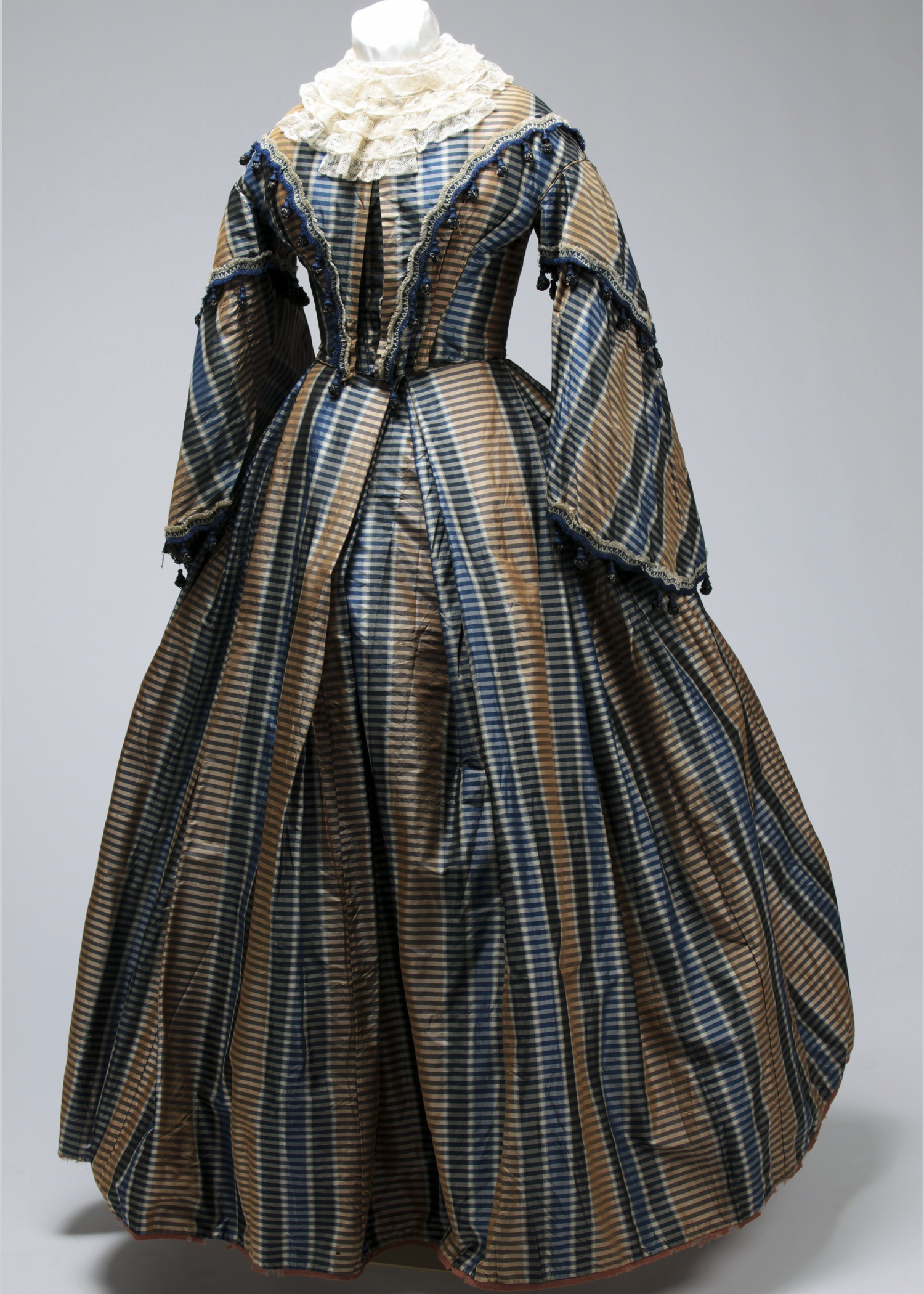
Vers 1853–1856.
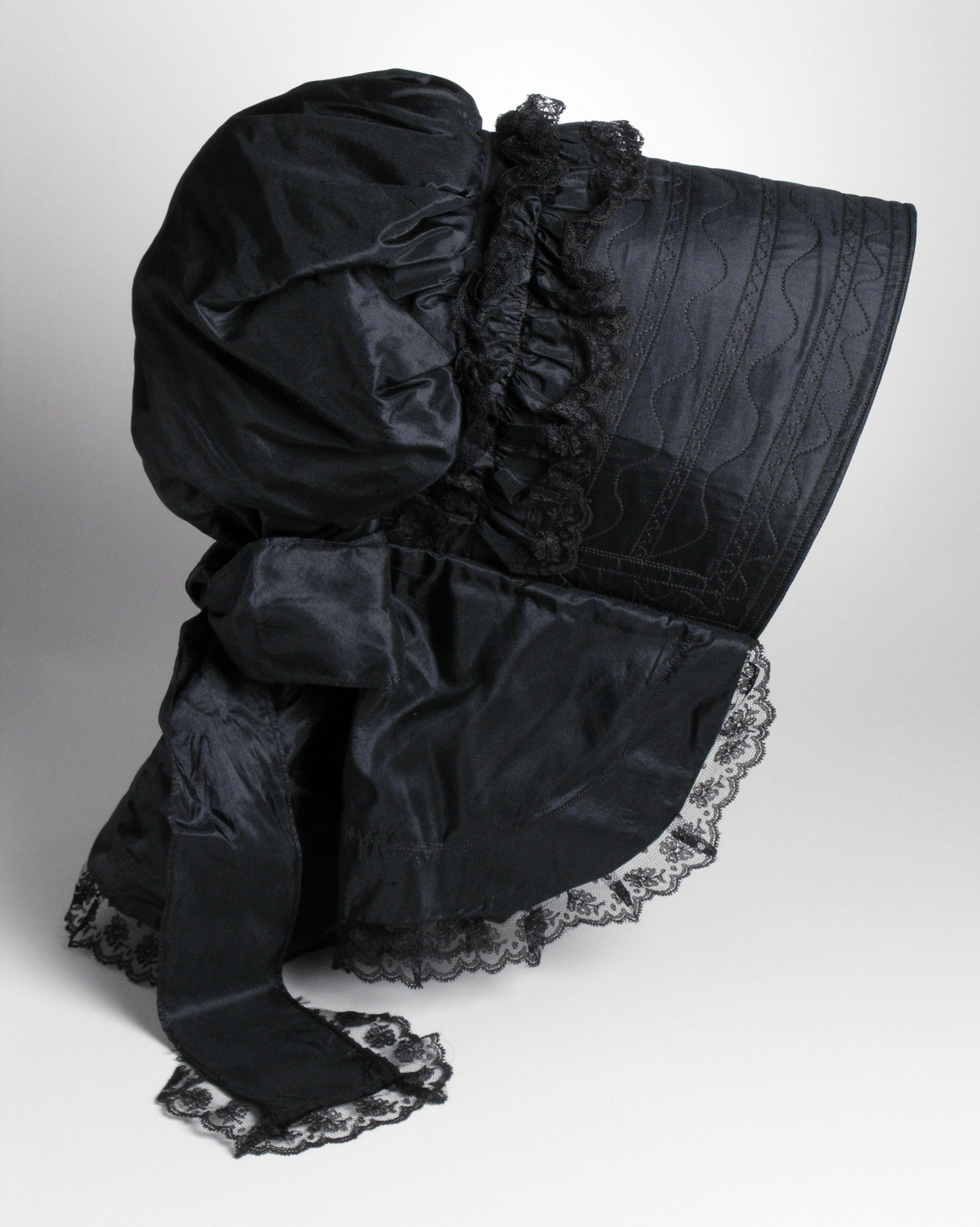
Bonnet (1870).
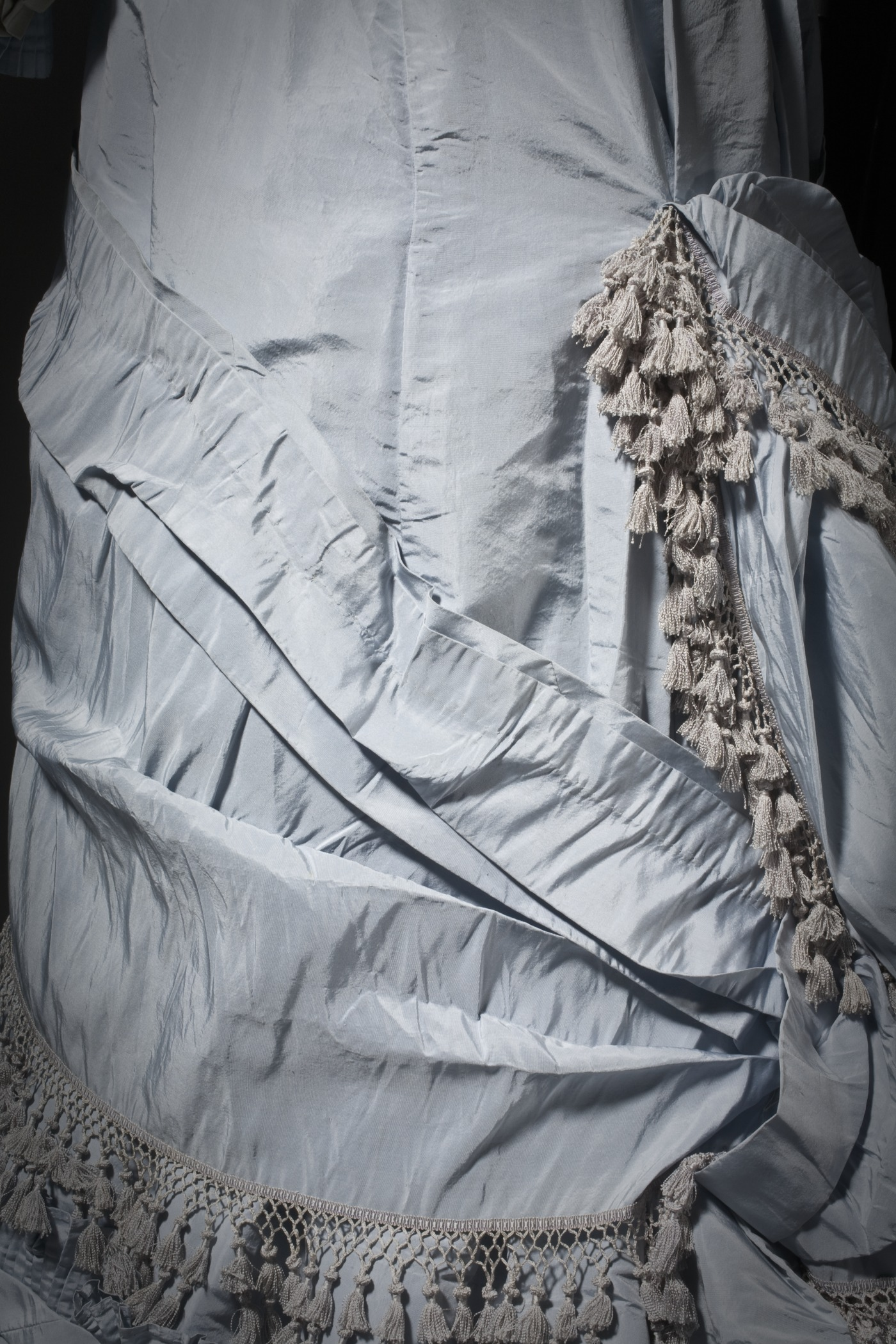
Détail d'une robe en taffetas (1880).
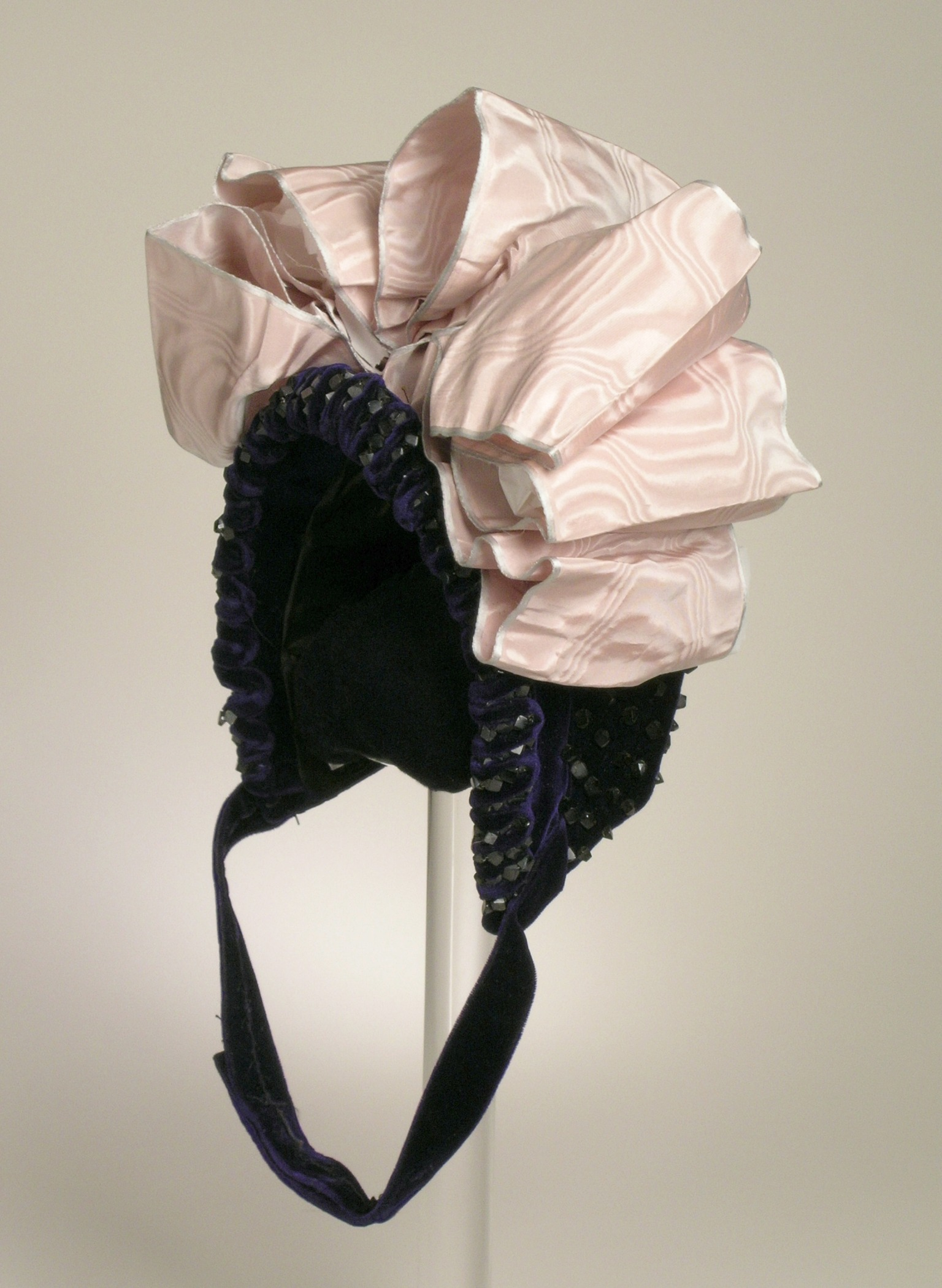
Bonnet rose et noir en taffetas.